# Seti II
Seti II was een farao uit de 19e dynastie van de Egyptische oudheid. Zijn naam betekent: "Hij van Seth, Geliefd door Ptah." Zijn tweede naam betekent: "Machtig is de manifestatie van Ra, gekozen door Ra."

## Biografie
Het is niet duidelijk of Seti II de zoon van Merenptah met koningin Isisnofret was of hij helemaal niet gerelateerd was in de dynastie en dus een usurper was. Aangenomen dat Amenmose een usurpator was dan kunnen we concluderen dat Amenmose regeerde over Thebe in de tussentijd van Seti II zijn regering in Neder-Egypte. Het is ook bekend dat Seti II de inscripties met de namen van Amenmose uit zijn tempel heeft verwijderd. Onder de regering van Seti II kwam er een aanlegplaats voor de bark voor de pyloon van Karnak en kapellen van de triade van Thebe.
Hij werd begraven op de elfde dag van de derde maand van Peret (winter) in de tombe DK 15 in de Vallei der Koningen. De mummie werd verwijderd naar die van de tombe van Taweseret in het laatste jaar van Tawosret, Sethnacht maakte dit weer ongedaan. Uiteindelijk kwam het bij de cachette van Amenhotep II.
Hij regeerde in een tijd dat er korte regeringen van farao's waren, het land onstabiel begon te worden en zijn regeerperiode was niet anders. Hij had te maken met vele complotten, waaronder een tijdelijke bezetter Amenmesses die de troon bezette nadat Merenptah was overleden.

## Externe bron
- http://www.narmer.pl/indexen